# Hraběšín
Hraběšín település Csehországban, a Kutná Hora-i járásban. Hraběšín Petrovice I, Třebonín, Paběnice, Krchleby és Zbýšov településekkel határos. Lakosainak száma 113 fő (2024. január 1.).

## Népesség
A település lakosságának változását az alábbi diagram mutatja:
| Lakosok száma | 655  | 580  | 494  | 290  | 177  | 122  | 107  | 107  | 105  | 113  |
|               | 1869 | 1890 | 1921 | 1950 | 1980 | 2001 | 2017 | 2019 | 2022 | 2024 |